# チャームエンジェル
『チャームエンジェル』は、もりちかこによる日本の漫画作品。

## 概要
小学館の漫画雑誌『ちゃお』2006年2月号から2008年5月号まで連載された。ただし、2007年12月号はチャームエンジェル★星魂（スターソウル）が掲載され、本編は休載。 
『ちゃお』2006年8月号までは「チャーム†エンジェル」というタイトルだったが、『ちゃおDX』2006年8月増刊から表記のタイトルに変更された。
もりがこれまで「ちゃお」に発表した長期連載作の「くのいち生徒会 こいき七変化!!」や「スパーク!!ララナギはりけ～ん」は、6回連載を繰り返す、いわゆるシリーズ連載の形を取っており、もりにとって初めての非シリーズ長期連載である。また、全27話ももりの連載作品としては最長である。
漫画の他にも、タカラトミーとウィザーズ・オブ・ザ・コーストの手でカードゲーム化された。内容は以前アメリカで発売されたStar Sisterzと似たものとなっている。『ちゃお』2006年7月号で明らかにされ、2006年9月から市販された。
さらに、このカードゲームを題材にとった『チャームエンジェル★星魂（スターソウル）』なる作品が存在する。
単行本はちゃおコミックス（小学館）から全6巻刊行されている。
また、2022年3月11日、18日ちゃおコミにて、本編の十数年後を舞台とした事実上の続編｢チャームエンジェル番外編 チャームエンジェル同窓会｣が公開された他、新章である「チャームエンジェル -星天使編-」の連載が2022年8月10日より始まることがもりのTwitterにて告知され、ちゃおWeb漫画サイト「ちゃおプラス」(旧ちゃおコミ)にて2024年1月29日まで連載された。既刊4巻。
「チャームエンジェル -星天使編-」は、 あれから10数年、大人になり、星天使としての責任感から1人で頑張ろうとするアミーが、新たな仲間と問題に立ち向かう様を描いている。

## あらすじ
両親の離婚により心を閉ざしていた主人公アミーは、その言動から周りの人間に「悪魔」と呼ばれていた。そんなアミーのもとにある日、天界の住人である天使「リコル」と「ラミエル」から「星天使にならないか？」と尋ねられる。星天使になるとなんでも願いが叶えられることを知り、アミーは星天使になることを決意する。アミーは天使の2人からもらったエンジェルリングにより天使になり、チャームを集めながら様々なライバル達と争い、友情を育んでゆく。

## 登場人物

### 主要人物
保利アミー（ほり アミー）
主人公。パートナー天使は『リコル』、試験神官は『ラミエル』。
日本人の父親とイギリス人の母親の間に生まれたハーフ。金髪ストレートのロングヘアが特徴で、髪色は母親譲り。
任務を完了するためには一生懸命で、「アミー必殺」と題した変身（コスプレ）でさまざまな危機を乗り越える。
破天荒で良くも悪くも自由奔放な性格で、超が付く現代っ子。その一方で後述する理由から心に闇を抱え、特に母親に嘘をつかれた事がきっかけで嘘が大嫌いになった。
両親の離婚による家庭崩壊が原因で人間不信になってしまい、棘のある言動から周囲の人々からは悪魔と呼ばれ恐れられていたが、リコルやラミエルとの出会いを通して段々変化が見られるようになっていく。
チャームエンジェルとしての姿は赤いチューブトップのミニドレスに詰め襟の付け襟、赤いニーハイブーツを身につけている。
両親がいないためか家事は一通りこなせ、中でも料理はディナやシーザはじめファンができるほどの腕前。ちなみに得意料理はカツ丼で一番の好物でもある。
物語中盤までは普通の中学校に通い、古びた修道院に父方の祖母と2人で暮らしていたが、第16話から星天使候補学園に入学した。学園でのクラスはどくだみ組で制服のネクタイの色は赤。
生真面目な性格のラミエルとはしょっちゅういがみあっていたが、想いを寄せていく。その一方でゾノに、「好きだ」と告白されるが、断れずに悩んでいた。
星天使を目指していく過程の中で、多くの仲間たちがいたからこそ自分は存在していたことに気付き、星天使に「内定」した際、星天使になれたときの願いは「両親の復縁」から「親友・リコルの不幸体質の払拭」へと変わっていた。
その後は一度人間界に戻り、教会と祖母の仕事を継ぎ、連載終了後の2022年に描かれた番外編では、孤児を引き取り育てラミエルのことを想い生涯未婚を貫いたという。そうして人としての生を終え、天界にてラミエルや五大天使になった仲間達と再会して正式に星天使になった。星天使編では、訳あって悪魔に堕天し、悪魔界に潜入、リーフデビルのメイベルのサポート悪魔として活動していた。6話にて悪魔メディアに暴露され、窮地に陥るが、大悪魔の計らいで許され事なきを得た。8話以降は、大悪魔候補学園の非常勤講師に着任した。
リコル
アミーのパートナー天使。ドジであまり役には立たないが、純真無垢な性格。その優しさによって心を閉ざしていたアミーと信頼関係を築いていく。水色のロングヘアの三つ編みをリング状にした髪型が特徴。
前述の通り極度のドジっ娘だが、それは不幸体質によるもので、天使の術も効かないタチの悪いもの。
天使になる前は人間の少女で、身体が弱かったため転地療養に訪れた地でミルと親友になったが、その後間もなく死亡する。不幸体質になったのは、人間としての生を終えた後、ミルの不幸を持って行ったことがきっかけだと判明する。ちなみに、現在のリコルにはその記憶がない。 13話にてマキディエルに唆されたミルに人の失った記憶を取り戻すことのできる「記憶の香水（パフューム）」を振りかけられたことでその記憶が一時的に復活し、後悔のあまりミルの元に行ってしまうが、アミーへの思いも捨てきれず、苦悩する。その後、自らの存在を賭けたアミーとミルの勝負に巻き込まれるが、ティリが持ってきた「ケルトのナイフ」によって思い出は消えた。しかし、アミーの機転もあり、記憶を失ったとはいえ、ミルとも友達同士になれた。
好きな花はスズラン。
星天使候補学園ではアミーが授業中の時には小さくなってアミーをサポートする。
最終話では、星天使となったアミーに自身の不幸体質を取り除いてもらった事への感謝から五大天使「運」となって仲間達と共にアミーの元に戻ってきた。
ラミエル
アミーの試験神官。アミーが父親に買ってもらったぬいぐるみ（ハナペロ）を気に入っている。
生真面目(アミー曰く頭の固そうな天使)な性格だが、根は優しい。
マキディエルとは昔からの親友同士で誰よりも早く彼の異変に気付き、手を打とうと奮闘する。
奔放なアミーとは反りが合わず、彼女の起こした騒ぎに巻き込まれたり、しょっちゅういがみあっていたが物語が進んでいくうちに彼女に惹かれていく。
16話以降はアミー達の在籍する星天使候補学園のどくだみ組の担任教師として、候補生達を厳しく指導していく。
最終回では星天使からの命によってアミーの側を離れることになったが、彼女の告白を受け入れ、旅立つ。そして、新しい星天使となったアミーの補佐官を務めることになる。

### 星天使候補生とパートナー天使・試験神官達
ここでは16話(コミックス1〜3巻)までに登場する人物を紹介する。
ミル
星天使候補生の1人で、「星天使に一番近い」と言われていたほど優秀。
パートナー天使は『ティリ』、試験神官は『マキディエル』
毛先が縦巻きになったピンク髪のツインテールが特徴。
万人を魅了する澄んだ歌声と天使とみまごう愛らしい容姿の持ち主。優しく気丈な性格の持ち主で、いつも淑やかに振る舞っているが、根は男勝りで血気盛ん。
物語序盤からその存在が示唆されていたが、第7話にてアミーと同じ中学校に留学生として転校してくる。しかし、アミーに対してだけ異様に敵対心を露わにして何かと食ってかかっていた他、リコルに対して執着する様子も見せていた。
周囲から疎まれていた孤独な幼少時代の中で、不幸体質となった過去を持つ。その中で出会って親友となったのが生前のリコルだったが、その後まもなくリコルは病死してしまう。墓前で絶望する最中に天使として記憶を消される寸前のリコルが現れて、ミルの不幸体質を持って行ったことが、リコルの不幸体質のきっかけになった。
自分がいたはずの居場所を奪ったアミーへの嫉妬・憎しみと、自らの手を汚してでもまたリコルと2人きりで過ごしたいという愛憎入り混じった感情から生まれた心の隙を試験神官のマキディエルにつけ込まれ、利用されるようになっていく。中盤で「記憶の香水」を使ったことで記憶を取り戻したリコルを自分のそばに置くことに成功したが、彼女を賭けたアミーとの勝負に敗れ、自暴自棄になる。しかし、ティリの捨て身の説得とアミーから諭されたこともあり、天界の道具「ケルトのナイフ」で自らリコルの記憶を再び失わせた。
星天使候補学園でのクラスはどくだみ組でネクタイの色は紫。過去の思い出から吹っ切れたせいかなかなか素直になれないもののアミーのことも少しずつ認め、良き友人同士になることができた他、リコルともまた友達になることができた。
最終回ではアミーと星天使の座を最後まで争うが僅差で敗北。後に星天使からのオファーで五大天使の｢五大天使にリコルが参加している｣ことが決め手で2つ返事で快諾し、「ビューティー」としてアミーの元に帰ってくる。
星天使選考後、すぐに転校してアミーのもとを去っていたが、成人後はプロの歌手となり、世界を回る生活を送っていた。
ティリ
ミルのパートナー天使で、小柄な少年。
優しく一生懸命な性格だが、幼いが故の考えが甘い部分もあり、ミルやマキディエルからは子供扱いされがち。
ミルに淡い恋心を抱き、彼女が悩んでいる姿を見て心を痛めていた。勘も鋭いようで第13話でミルが「記憶の香水」を使った後、自分のそばにリコルをおいてティリを放っておいた際には「あれはミルじゃない。何かがおかしくなっているんだ」と言いきりアミーと一時的にパートナーを組み、ミルを救うために奮闘する。星天使編にて天界星騎士団員の一員として星天使のサポートをしている。
マキディエル
ミルの試験神官。端正な容姿と飄々とした性格の持ち主だが、その本性は希望や幸せといったものを「くだらない」と考える酷薄な性格。自らの目的の為には手段を選ばず、他人を利用して使い捨てにすることも厭わない。自分の担当するチャームエンジェルであるミルにもリコルとの思い出を利用し、アミーへの憎しみの感情を煽らせ「このままでは星天使になれない」などと色々良からぬことを吹き込み「記憶の香水」の使用をすすめた張本人。 アミーやリコルにも表向きは気さくに接していたが、目につかない範囲で2人の邪魔をしたり、特にアミーの心に存在していた闇の部分を見抜き、一番闇に近そうだと見込んで付け狙っていた。
終盤に「絶望の種」なるものを入手したことからその本性を現し、天界を破滅に追い込む。しかし、自分が「一番闇に近い」と思い込んでいたアミーに「希望の光」を叩きつけられ、倒された。その後はミルの試験神官を外され、天界の掟を破った罪により連行されていった。コミックス6巻に収録された描き下ろしでは刑期を終えたところに面会に来たラミエルによって、アミーが溜めた仕事の手伝いを強引に押し付けられそうになり、実際にアミーの手助けとして悪魔界に派遣される事になった。現在はメンバーの押しつけで天界星騎士団の団長となった。
「星天使編」にて過去が明らかになり、後述する弟のロアと共に地元でも有名なひねくれ者の不良天使として揉め事をよく起こしていた。兄弟の面倒を見てくれているジルには心を開いており、良好な関係を築くことができていた。悪魔に騙されたジルを目の前で失う事になるが、「どんな時も信じることを諦めないで」という彼女の言葉を信じて、試験神官となって前に進んでいたが、すべてを信じきれずに絶望した事が「絶望の種」事件の原因となった。
ディナ
星天使候補生。パートナー天使は『ハルダ』。小柄で、栗毛のボブヘアが特徴。よく帽子を被っている。初登場は第11話。
所謂委員長タイプで、几帳面な努力家の性格ゆえ、規則を守らない人が嫌い。
その一方でリコルほどではないがおっちょこちょいなドジっ娘でもあり、よく騙されやすい。アミーとは最初の星天使候補生の試験に使うビデオ撮影の際に出会ったが、その際に自分のお尻がアミーに激突したハプニングから、以降アミーから「尻」呼ばわりされるようになる。
趣味はガーデニングで、自分で育てた花を部屋に飾ることもあるほどお花が大好き。
頭脳明晰でも知られ、特にチャームの知識に関しては星天使候補学園で出会った筋金入りのチャームおたくのエリオと常に競うほど。
そのエリオとは恋人同士になれたが、彼が五大天使・ハートの試練に脱落したことで星天使候補生から外れてしまったために泣く泣く別れてしまった。
ネクタイの色は水色でクラスはどくだみ組。
物語の最終回で星天使の座には届かなかったが、五大天使「知性」となってアミーの元に帰ってきた。
ハルダ
ディナのパートナー天使で、赤毛のお団子ヘアが特徴の少女。
真面目なディナとは対照的に大らかで活発な性格。お調子者かつ悪戯好きでもあり、ディナをからかっては怒られるのがお約束。とはいえ基本的に仲は良好で、彼女を傷つけようとする者は誰であっても許さない。
プレシテア
星天使候補生。パートナー天使は『ネリア』。黒髪のロングヘアをゆるいおさげにしている。初登場は第14話。
どこか謎めいた雰囲気の美少女で、占いとひらめきに秀でているが、オンオフの切り替えが激しく、マイペース。
人間界では占い師の仕事をし、兄弟を育てていた。「記憶の香水」事件の際に悩んでいたアミーと出会い、占いでアドバイスを与えた。
星天使候補学園では占いが当たると大人気で、よく行列が出来るほどだった。しかし、五大天使・運の試練で、力の限界に達してしまい、学園を去ってしまった。ビューティーの試練(セレモニー)のダンスパーティーにて学園長の計らいにより一夜限り、アミー達と過ごすことができた。
成人後は、占い師になっているが、五大天使候補でもなく、チャームエンジェルとしの記憶もないはずだが、「占いに出ていたから」とちゃっかりアミーの同窓会に参加していた。
ネクタイの色は黄色でクラスはどくだみ組。
ネリア
プレシテアのパートナー天使で、ミステリアスな雰囲気を漂わせる緑髪の美青年。
必要以上の事を話そうとしない寡黙な性格ではあるが、余程のことがない限りいつも眠っている。おまけに目を開けたまま何処でも眠れる特技を持っていて、その状態になると滅多な事では起きない。

### 星天使候補学園の仲間達
ゾノ
星天使候補生。見た目･性格ともにバンカラの不良少年。しかし、ぬいぐるみやお花のチャームといった可愛いものが好きだったり、ほめられるとすぐ照れるという、可愛い一面もある。アミーの存在が気になりだし告白したものの、結局は振られてしまった。しかし、彼女の本心に気づいたことでそして五大天使・ビューティーの試練（セレモニー）で学園を去ることになった際、吹っ切れた様子で自らのエンジェルリングをアミーに託した。ネクタイの色は赤でクラスはどくだみ組。
ビューティの試練の後しばらく登場しなかったが、最終回でなんと五大天使「ハート」としてアミーの元に現れる。
カツ
星天使候補生。泣きぼくろとバンダナを巻いた長髪が特徴の少年。優しく素直な性格のお調子者で、アミーともすぐに打ち解けた。正体は候補生に擬態した星天使で、学園生活を送りながら候補生が不正を起こさないか監視している。
シーザ
星天使候補生。編み込みのポニーテールが特徴的な美少女。品のある優雅な立ち振る舞いで人々を魅了する。
実はかなりの食いしんぼうで、アミーの料理に惚れこむ。
ネクタイの色は白でクラスはどくだみ組。五大天使・ビューティーの試練（セレモニー）で学園を去る。その後チャームエンジェルとしての記憶を失い人間としての生を終えた後、アミーのカツ丼の味が忘れられず天使として転生、天界星騎士団員に就任した。就任した動機はもちろん「アミーのカツ丼」が食堂で食べられるから。
レミィ
おしゃれに詳しい星天使候補生。女の子に間違われるほどの美少年で、仕草や口調も女性的。主にミルとの絡みが多い。ネクタイの色は紫でクラスはどくだみ組。
エリオ
星天使候補生。見た目こそ爽やかなメガネ男子だが、実際はチャームのことに目がないチャームおたく。同じくチャームの知識が豊富なディナと張り合っていたが、恋人同士になる。五代天使・ハートの試練(セレモニー)で学園を去り、ディナとは泣く泣く別れる事になってしまった。しかし、ビューティーの試練(セレモニー)のダンスパーティーにて学園長の計らいにより一夜限りディナと一緒に過ごすことができた。クラスはどくだみ組でネクタイの色は水色。
コム
空を飛ぶ事が大好きな星天使候補生。ゴーグルを付けた小柄な少年。クラスはどくだみ組でネクタイの色は黄色。プレシテアと共に運の試練で脱落してしまい、学園を去る。
フォル
星天使候補生の一人でゾノの友人。線の細い少年だが、周囲からあだ名をつけられるほどの堅物にして生真面目。
星天使候補学園内では成績最上級のバラ組に首席で在籍していたほどの秀才。
ひょんなことからアミーやゾノと出会い、一時期アミーに心を寄せていたが、ラミエルと過ごす彼女の姿を見て身を引いた。
物語終盤、五大天使の座が内定したゾノに「女だけはゴメンだ」と半ば無理やり五大天使「品性」になるように誘われ、承諾。

### 天界の天使達
星天使/カツ/星天使候補学園の学園長
当代の星天使。ロングヘアーと泣き黒子が特徴の青年。
星の数ほどもいる天使たちを束ねる星天使に相応わしい威厳と人格を持ってはいるが実際はかなりのお調子者で人間くさい。趣味は地上を散歩する事で、幼い頃のアミーの前に姿を現したこともある。それ以降カツ丼が大好物になった。
星天使の能力として複数人に分裂して行動できるというものがあり、ある時はバンダナ姿の少年に化けて学園でのアミーの友人、カツとして候補生の不正を監視し、またある時は初老の男性に化けて星天使候補学園の学園長として候補生を見守っている。
アミーが星天使になった後は楽隠居し、ラシュと共に温泉巡り兼天界ユーチューバーとして活動している。
ラシュ
星天使補佐官を務める黒髪の美青年。
聡明な性格で星天使への忠誠も厚いものの、星天使のフリーダムな言動にしょっちゅう振り回されるため時々雑な扱いをしている。
天使としての姿の他に、犬や狼にも似た天界の生物としての姿に変身することも出来、その姿の際は星天使候補学園内にて候補生の監視・学園長(星天使)への報告を行なっている。
五大天使「ハート」|アレクサンダー
ツンツンとした赤毛の青年。
非常に漢気あふれる熱血漢だが、「俺の心が燃えているから」という理由で上半身裸でいるため、周りからドン引きされることも。星天使候補学園では運動会形式で試練を与えた。五大天使引退後、ラミエルの誘いから天界星騎士団員となった。本名は星天使編番外編にて判明。
五大天使「知性」
青い長髪をオールバックにした青年。
生真面目で厳格な性格で、規律にとにかくうるさい。星天使候補学園では候補生達に自分の持っている才能・特技を披露する試練を与えた。読書が趣味。
五大天使「運」
金髪の巻毛をポニーテールにした少女。
天真爛漫で活発な性格。星天使候補学園では天界に候補生達を連れて行って試練を与えた。
五大天使「品性」|グレース
銀髪をポニーテールにした女性。
「知性」同様厳格で、特に作法に厳しい。星天使候補学園では候補生達にエスコートのマナーを教え込んだ。アレクサンダー同様、天界星騎士団員となった。名前も星天使編番外編にて判明。
五大天使「ビューティー」
ウェーブがかかった紫色のロングヘアの美女。
天界を訪れたアミーにチャームの種類や力についてアドバイスを与えたが、スタイルと服装を見た初対面のアミーに開口一番で「あの人エロい！」と言われ、ノリノリで仕返しをしていた。
星天使候補学園では試練として「一番自分の魅力を高めてくれるパートナー」と参加するダンスパーティーを開き、ラミエルをパートナーに現れたアミーを絶賛した。アンドリューという弟がおり、よく美容化粧品の実験台にしている。

### その他の人物
保利 麗（ほり れい）
アミーの父方の祖母。古びた修道院の管理者を務めている。
厳格な性格で、奔放でトラブルばかり起こす孫のアミーにしょっちゅう雷を落としてはいるが、両親が離婚したことによって彼女が心を閉ざしていることも勿論理解していて、多忙なあまり構ってあげることができないと心配している。
番外編ではパートナー天使・ハルダと喧嘩して家出してきたディナを「アミーが初めて友達を連れてきた」と大喜びで歓迎してもてなし、花好き同士意気投合していた。
アミーの父親
本名は不明。イギリス人の妻との間にアミーを授かったもののすれ違いから離婚。仕事が多忙で滅多に自宅に帰れないため、アミーを自分の実母である麗に預けて飛び回っている。アミーには愛情を抱いていて、幼かった彼女にぬいぐるみのハナペロを買い与えた。物語終了後、人間界に戻ったアミーの元に帰ってきて一緒に生活するようになった。
アミーの母親
本名は不明。イギリス人で、金髪と顔立ちがアミーによく似ている。離婚し、家を出て行く際に幼いアミーに（仕方ないとはいえ）すぐに帰ると嘘をついたことが、彼女が嘘を嫌う事と心を閉ざしたきっかけになっている。
物語終盤、偶然アミーと再会した際に、離婚後は母国に帰り、新しい家庭を築いていたことが判明する。アミーはその際、マキディエルから絶望の種を植え込まれていたこともあって激しく動揺して立ち去ってしまうものの、事件解決後に手紙のやりとりや時々会うようになるなど、関係は改善された。

## 星天使編の登場人物

### 大悪魔候補生とパートナー悪魔、試験神官達
メイベル
大悪魔候補生｢リーフデビル｣の14歳の少女。黒髪をポニーテールにしている。生まれた時から両親を気遣って育つも見捨てられ、さらに友人からも嫌われ、孤独のさなかにロアと出会いリーフデビルとなった。しかし、真面目で純粋な心の持ち主で悪魔に会うまで今まで悪いことをすることはなかった。感受性が極端に高い故に負の感情をテレパシーのように半ば強制的に拾ってしまうので、リーフデビルとしての任務に支障が出ることもある。現在は親戚のおばあさんとの２人暮らし。食べ物の好き嫌いがなく、口に入れられるものなら何でもおいしいと感じる程の味覚音痴。リーフデビルとしての姿は黒いワンピースに頭に黒いリボンをつける。現在は、人間界の無人島にある大悪魔候補生学園「どぶねずみ組」に通っている。ロアのことが好き。リコルとは文通仲間。実はロアにアミーの監視役として利用されていた。大悪魔選定にこそ選ばれなかったものの、ロアのそばにいたいと死後、悪魔に転生し、天界と悪魔界の中立地帯ショッピングモール「ニュートラルシティ」の悪魔界側の警備員となった。
ロア
メイベルの試験神官。黒髪と青髪のツートーンカラーの髪が特徴の美青年。口が悪く、ドS。自分が監督する候補生のメイベルに対してもその振る舞いは同様だが、彼女の成長ぶりに一目置いている部分もある。メイベルから唯一｢様｣付けで呼ばれている。悪魔界にある巨木・大魔樹の葉を個人的に集めており、悪魔界の葉のない大魔樹を見て「足りない」と焦りを見せていた。10話にてリーフデビルとしての証であるリーフは元々は悪魔樹の葉であること、大悪魔候補選別から不合格となったリーフデビルが大量発生し持ち主を離れた葉を集め復活しつつある悪魔樹の姿を見て｢もうすぐだ｣とニヤリと笑ったことから何かを画策していることが判明した。
実力主義の現大悪魔の体制に不満を持っており、一方的な力で統制する悪魔界にすることを目的として、相手の力を自分のものにできるとする聖女の石を悪用し大魔樹の力を吸い取った。そして自らを犠牲に苗床になり、養分として実った絶望の種を大量に生み出すことを画策するも阻止された。さらに試験神官としてメイベルを大悪魔にさせた後、その立場を奪って利用しようと画策する案もあったが、メイベル自身が大悪魔に向いていない優しい性格の持ち主のため断念した。その後メイベルを聖女の石にして、諦めずに悪魔界を支配しようとするもメイベルの「後悔しませんか？」がひと押しになり、降伏した。実はマキディエルの弟。9話にてかつては兄と共に札付きの不良天使であったこと、12話、家族同然に接していたジルをひとりにした隙を突かれて、目の前で悪魔に聖女の石にされてしまい、怒りから悪魔を殺したという悲しい過去を持つ。その際のジルから「信じることを諦めないで」と言われたが、失った哀しみから信じることを諦め、力こそが正義だと悪魔に堕天した。天使時代は口が悪いことは相変わらずだが、本来はひねくれたツンデレだが誰よりもひとを心配する優しい性格であることが判明した。マキディエル曰くメイベルの試験神官になったのは彼女にジルの面影を重ねているのではないかと推測している。騒動後、天界と悪魔界が大事に至らなかったことでラミエルの交渉で大悪魔の100年間小間使いをさせられている。なお、メイベルとの仲は良好である。
キドリ
ウェーブした茶髪の巻き毛が特徴のクールな美少女。リーフデビルとして活動の一環である悪魔界見学の際にアミー達と遭遇し、アミーが星天使と知ると否や、アミーをパートナーにしようとしていた。しかしアミーには断られたもののその後アミー必殺を見て魅了され、アミーのことを｢お姉様｣と慕うようになる。
幼少期の頃から、何でもそつなくこなしたため、両親の関心は妹たちに向けられ、愛情を感じることが少なかった。小学校高学年の頃には担任の女性教師から冷遇され、クラスの演劇の投票をいじり、主役を奪い、良くない噂を流してクラスの中から孤立させられた。その反骨心から努力を重ね、スポーツも勉学もトップを維持し続けたものの卒業式の際に｢やっとあなたから離れられる｣と担任から罵倒された事で絶望し、自分は誰からも愛されないから実力主義の悪魔になろうと決意し、リーフデビルとなった。
五大悪魔ハートの授業｢30分間クラスの誰かを魅了する｣課題にて、過去の経験から参加できないと諦めていたが、アミーから励まされ、アミーの様子を見に来たゾノとフォルからも「君には魅力ある」とフォローを受けた事で参加に転じた。しかし課題終了直前、恋人がわかるグミを食べさせられたアミーに恋人がいることのショックと課題をこなしていない焦りからアミー必殺ならぬキトリ必殺をやけくそに発動。ハートから魅了されたと合格点とハートの101人目の恋人の権利を獲得した。(もちろんアミーからは断るよう諭した。)大悪魔候補選別大会ではメイベルとパートナーを組んだ。
リーフデビルとしての姿は赤いマントとスカート、フリルブラウスに網タイツを纏う。大悪魔候補学園では｢いばら組｣に所属している。大悪魔選定にて好成績で次代の大悪魔に選ばれるがアミーに憧れていることもあり、天使を目指すことを決意し辞退した。死後、天使に転生し、ニュートラルシティの天界側の警備員として働くこととなった。
ジル
ロアの回想に登場する天使の少女。ロアと同年代で、非常に純粋だが騙されやすい性格。天界郊外に住み、札付きの不良天使兄弟マキディエルとロアの世話役をしていて、家族のように接していた。性格上、性善説でひとに接していておりマキディエルとロアも危惧していたが、ある日行きずりの旅天使を助け仲良くなるが、正体は彼女の純粋な心を利用した悪魔であり、天使の力を奪われ、駆けつけたロアとマキディエルの目の前で聖女の石に変えられてしまった。最後まで「信じることを諦めないで」と二人を諭していた。
サリー
メイベルのクラスメイト。猫耳付きのニット帽にボブ、釣り目が特徴の女子生徒。アイドルオタクで、かつてSNSで好きなアイドルのコンサートチケットの高額転売アカウントを、ハッキングし特定して吊し上げた。五大悪魔知性の授業の際、本人としては恥ずかしい悪事だったが克服した。大悪魔選別大会にて落選となり、人間界へと帰った。
リズ
メイベルの元パートナー悪魔の女性。メイベルとロアと色んな面で反りが合わず、職務を放棄し、自分主体に行動していた。代わりのパートナー悪魔を探すまでの期限まで解消しないというのロアの作戦に賛同し、作戦が成功した後、関係を解消された。

### 悪魔界の悪魔達
大悪魔 (だいあくま)
悪魔界を統べる長。強面の初老の男性で、顔の左目付近に引っ掻いたような大きな傷がついている。悪魔らしく冷酷だが、唐突にアミーのもとに現れ、あっけらかんに身分を明かすなどひょうきんな一面もある。星天使であるはずのアミーを気に入り、大悪魔選定に関わることを許している。大悪魔候補学園の学園長も兼任しているが、実は大悪魔候補選別を利用して何かを画策していると思われていたが、逆でリーフが大魔樹に戻るタイミングで悪さをするロアを捕縛するためだった。かつて力で制圧し悪魔を支配していた悪魔界を自由で開かれた世界にした張本人。反面大悪魔の取り組みを良くないと思う反逆者も少なからず存在しているが、むしろ奴らを束ねることすら愉しみとしている。ちなみに最初に見せた姿はあくまでも仮初めのもので、真の姿は強面の両まぶたに引っかき傷があり、上半身の露出が激しいタイトなライダースーツとマントを纏い大きな角を生やした禍々しい姿をしている。先代星天使とは一緒に遊びに行き、お互いフランクに名を呼ぶ程の仲が良いが、カツ丼の好みが正反対で喧嘩する。なお、大悪魔選定試験にて次代の大悪魔にキトリを選ぶも辞退したため、もう1000年間大悪魔を務めることとなった。
五大悪魔 ｢知性｣
長身、切りそろえた長い髪で目を隠した痩せぎすの青年。メイベルたちのクラスにて、「今までしてきた悪事」を知性に話す面談方式の講義を行った。考えるなかで生きていて今までに悪事をしていないことを明かしたメイベルのその行動にむしろ「悪魔パートナーが星天使であるにも関わらず、堂々と嘘をついた」ことを賞賛し、合格とした。趣味はゴシップ雑誌を読むこと。
五大悪魔「ハート」
キュート系アイドル然とした金髪の美青年。人懐っこく、馴れ馴れしい性格で、語尾に「♡」がつく。いばら組に人を魅了する授業の講義を行った。自身もモテ体質で恋人が100人いるが、老若男女問わず恋人にしているので、恋人のひとりから殺されかけたことがある。しかし、それも愛だと肯定しており、懲りずに101人目の恋人を探してナンパしている。ちなみにアミーもナンパされたことがあるが、はっきり断っている。
五大悪魔 ｢ビューティー｣
五大天使のような露出の多いシースルー衣装を纏うセクシーな女性。物腰が柔らかく、スキンシップがかなり激しい。ビューティーらしく素晴らしい美貌と相手を引き込む程魅了するオーラが溢れ出ているが、溢れすぎて制御するのをたまに忘れている。特技は寿命と引き換えに相手を美しくさせるキスだが、人外にも有効でアミーもキスの餌食にかかり、その結果半日寝込むこととなった。
五大悪魔 ｢運｣
幼い少女の外見をした悪魔。見た目通り無邪気だが、五大悪魔の中でも一際きまぐれで、幼さゆえの残酷さも持っている。他人の「運」を奪える能力を持っており、その力は天界のセキュリティをすり抜け、その影響でリコルを再び不幸体質にさせた程。運の授業兼実質上の大悪魔候補選別大会のゲームマスターを担当したが、合否を決める飴玉の個数を誤ったり、ぬけてるところがある。
五大悪魔 「ワイルド」
強面の中年男性。中身も中年オヤジそのものである。「運」と仲がいい。本来選別されたリーフデビルたちの授業「悪魔界で悪魔と協力して悪いことをしよう」をする予定だったが悪魔界のトラブルにより白紙。リーフデビルたちに生き残るよう司令を言い渡し、大魔樹に向かった。かつての悪魔界を知っている古参。
大悪魔補佐 (だいあくま ほさ)
大悪魔の補佐をしている悪魔。黒髪に黒縁メガネ、角のついた黒パーカーとスウェット上下というというラフな格好の飄々とした青年。大悪魔の補佐を務める傍ら、悪魔候補学園の管理人も務めている。11話にて正体は一時的に悪魔に堕天していたマキディエルだと判明した。

## チャームエンジェル★星魂（スターソウル）
『ちゃおデラックス』（小学館）2007年初夏の大増刊号から2008年春待ち大増刊号まで連載されたほか、「ちゃお」本誌2007年12月号にも掲載された。
『チャームエンジェル』のカードゲームにはまっている少女・瞳が、次々と現れる手ごわい達人を相手に、カードバトルを繰り広げる内容。単行本は、『チャームエンジェル』本編とは別にちゃおコミックスから2008年4月28日にリリースされた。